# Autostrada A40 (Portugalia)
Autostrada A40 (port. Autoestrada A40) - krótka autostrada znajdująca się na terytorium Portugalii. A40 ma 4 km długości i przebiega w całości przez Dystrykt Lizbona.

## Ważniejsze miejscowości leżące przy A40
- Lizbona